# Aorta ascendente
La aorta ascendente (AAo en inglés) es una porción de la aorta que comienza en la parte superior de la base del ventrículo izquierdo, a nivel del borde inferior del tercer cartílago costal, detrás de la mitad izquierda del esternón. 

## Estructura
Pasa oblicuamente hacia arriba, adelante y a la derecha, en dirección al eje del 
corazón, hasta el borde superior del segundo cartílago costal derecho, describiendo una leve curva en su curso, y estando situada, a unos 6 centímetros detrás de la superficie posterior del esternón. La longitud total es de unos 5 centímetros. 

### Componentes
La raíz aórtica es la porción de la aorta que comienza en el anillo aórtico y se extiende hasta la unión sinotubular. A veces se considera como parte de la aorta ascendente, y a veces se considera como una entidad separada del resto de la aorta ascendente.
Entre cada comisura de la válvula aórtica y opuesta a las cúspides de la válvula aórtica, hay tres pequeñas dilataciones llamadas senos aórticos. 
La unión sinotubular es el punto en la aorta ascendente donde terminan los senos aórticos y la aorta se convierte en una estructura tubular. 

### Diámetro
Un diámetro aórtico torácico mayor de 7.5  cm generalmente se considera dilatado, mientras que un diámetro mayor que 4.5  cm generalmente se considera un aneurisma aórtico torácico . Aun así, el diámetro promedio en la población varía, por ejemplo, por edad y sexo. El límite superior del rango de referencia estándar de la aorta ascendente puede ser de hasta 4.3 cm entre individuos de talla grande y ancianos.

## Relaciones
En la unión de la aorta ascendente con el arco aórtico, el calibre del vaso aumenta debido a un abultamiento de su pared derecha. 
Esta dilatación se denomina bulbo de la aorta, y en la sección transversal presenta una figura algo ovalada. 
La aorta ascendente está contenida dentro del pericardio, y está encerrada en un tubo del pericardio seroso, común a esta y a la arteria pulmonar. 
La aorta ascendente está cubierta al comienzo por el tronco de la arteria pulmonar y la aurícula derecha, y, más arriba, está separada del esternón por el pericardio, la pleura derecha, el margen anterior del pulmón derecho, algo de tejido areolar suelto, y los restos del timo; Posteriormente, descansa sobre la aurícula izquierda y la arteria pulmonar derecha. 
En el lado derecho, está en relación con la vena cava superior y la aurícula derecha, la primera está parcialmente detrás de ella; en el lado izquierdo, con la arteria pulmonar. 

## Ramas
Las únicas ramas de la aorta ascendente son las dos arterias coronarias que irrigan el corazón; surgen cerca del comienzo de la aorta desde los senos aórticos que están opuestos a la válvula aórtica. 

## Significación clínica
La Porcelain aorta es una calcificación aterosclerótica extensa de la aorta ascendente. Esto dificulta la cirugía aórtica, especialmente el pinzamiento cruzado de la aorta, y las incisiones pueden provocar lesiones aórticas excesivas y/o embolia arterial.

## Imágenes adicionales

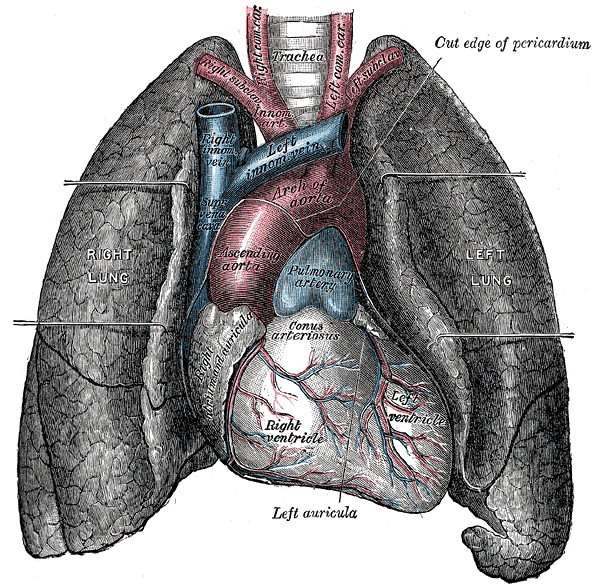
Vista frontal del corazón y los pulmones.
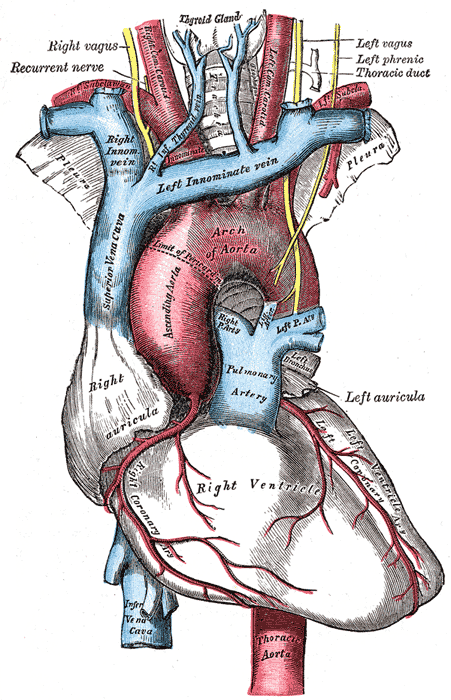
El arco de la aorta y sus ramas.
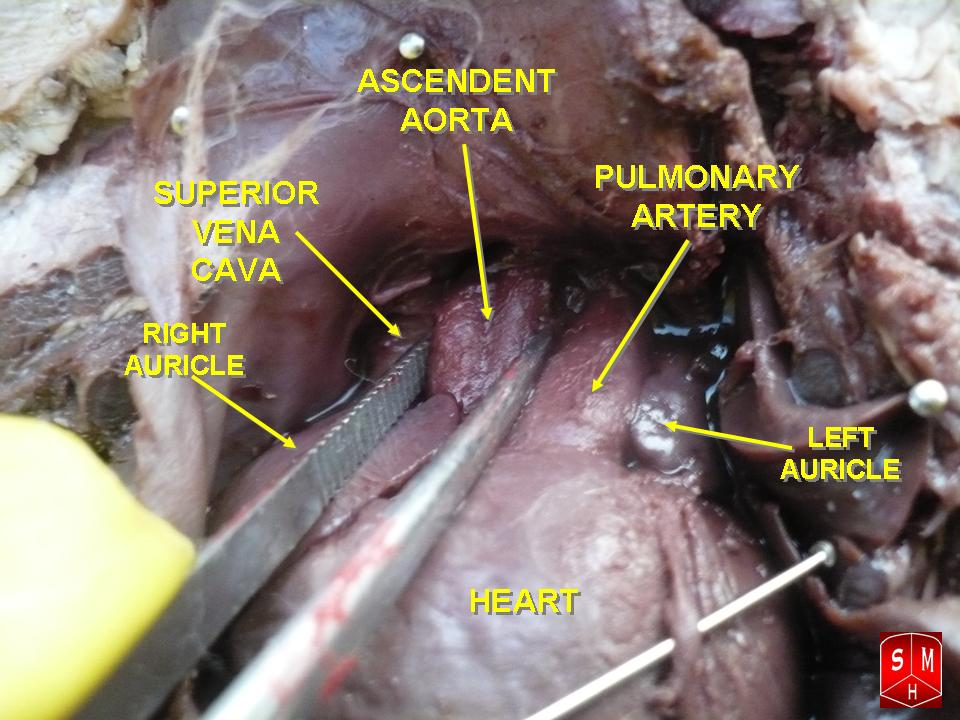
Aorta ascendente fetal
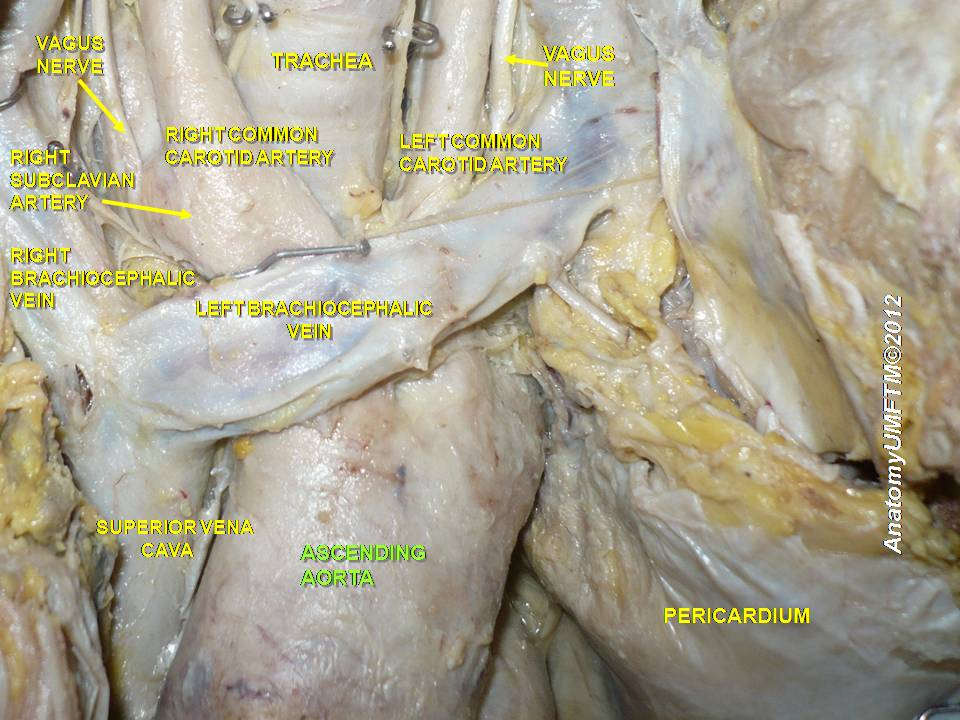
La aorta ascendente
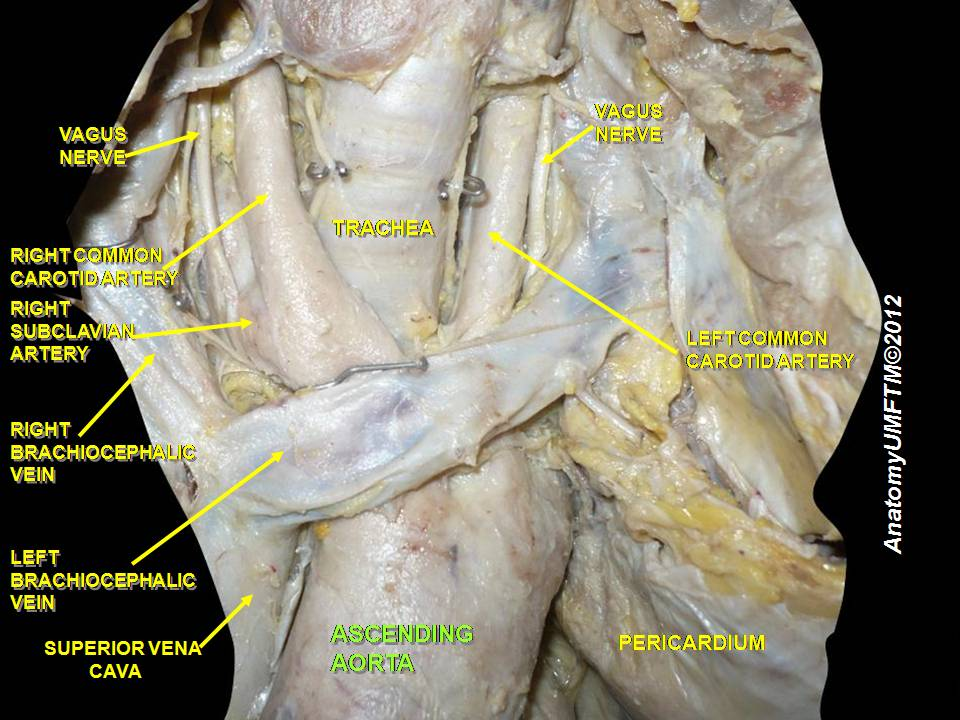
La aorta ascendente
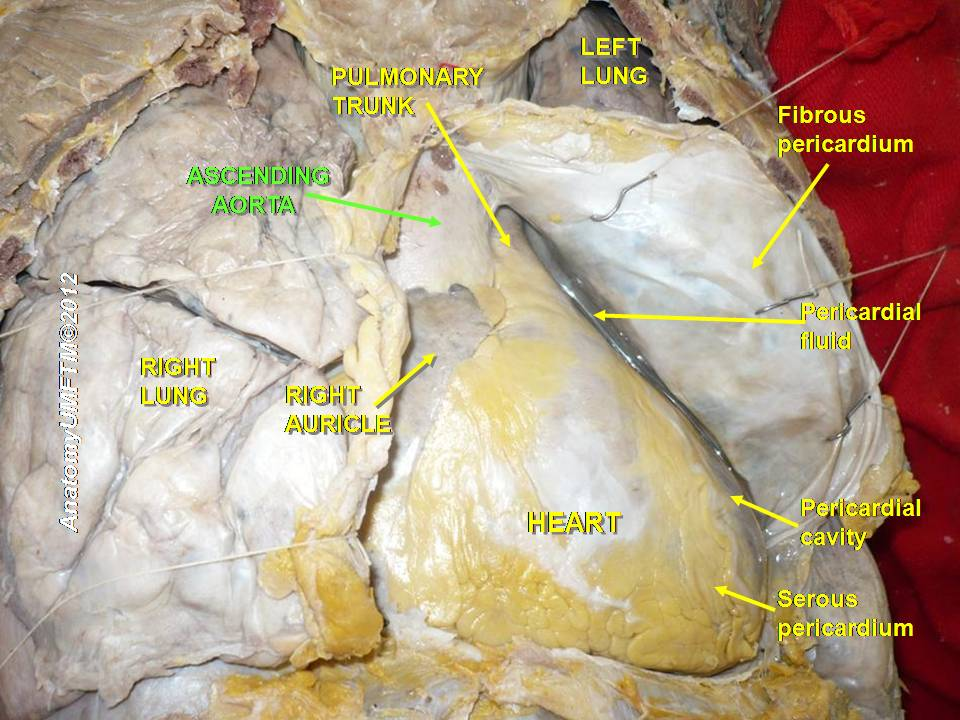
La aorta ascendente
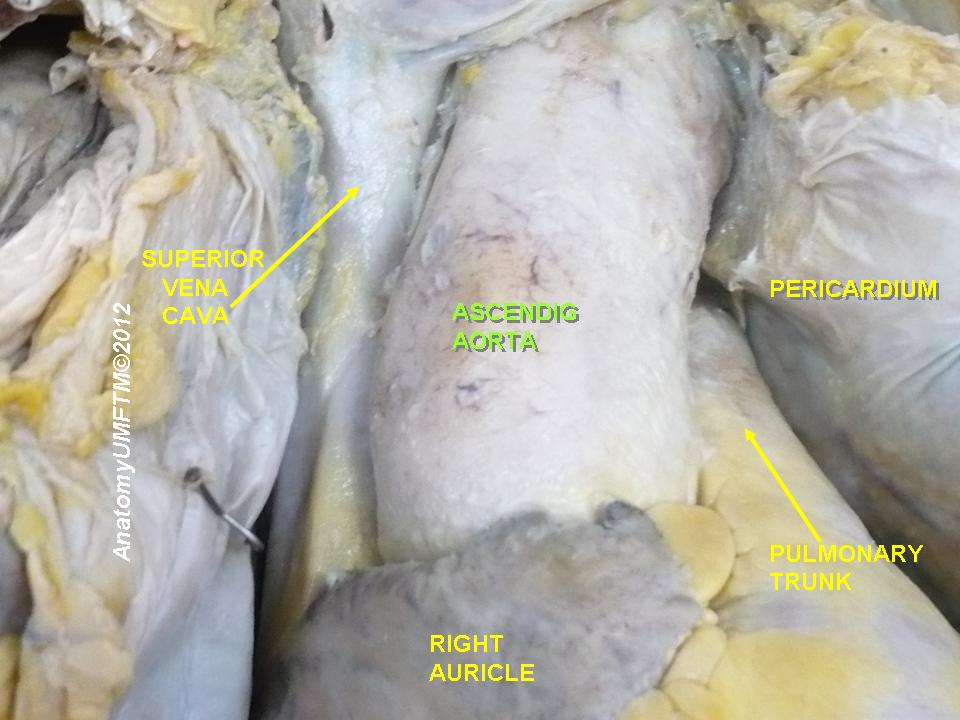
La aorta ascendente
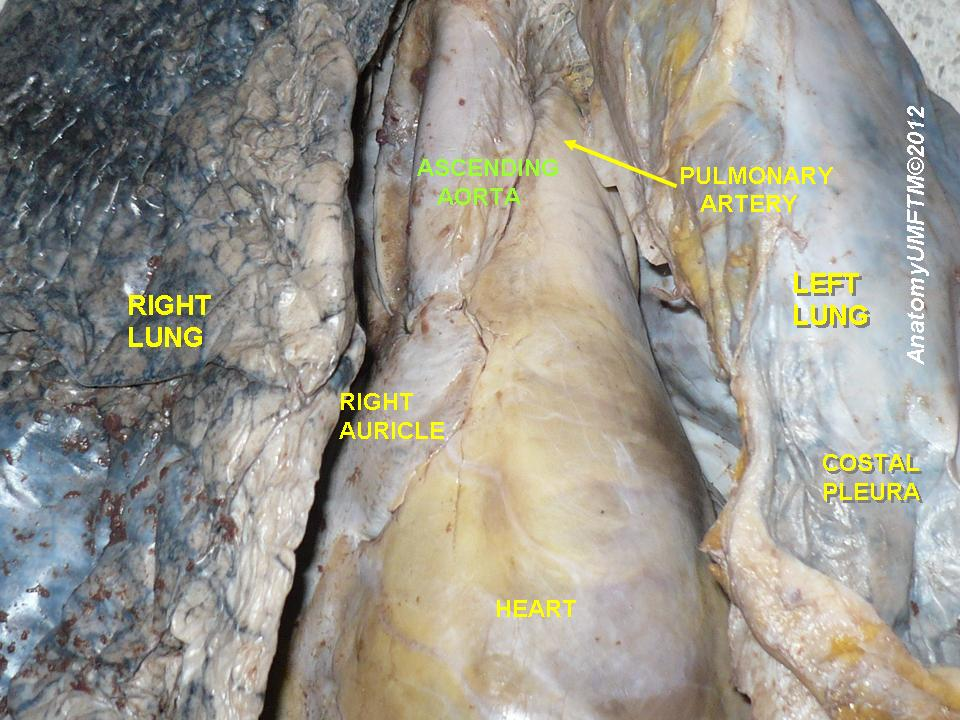
La aorta ascendente
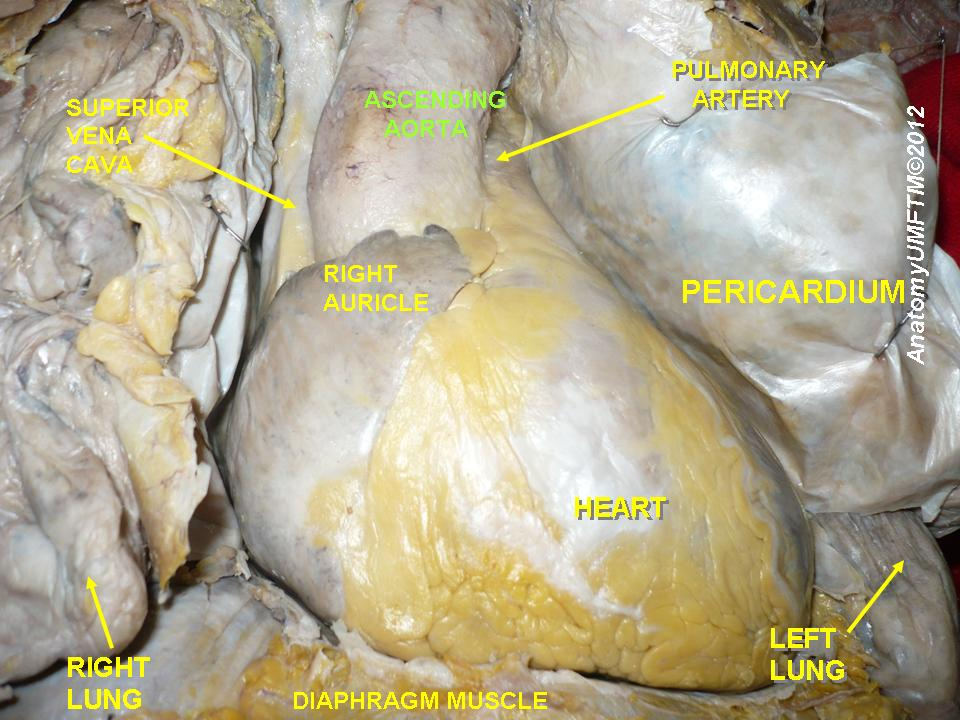
La aorta ascendente
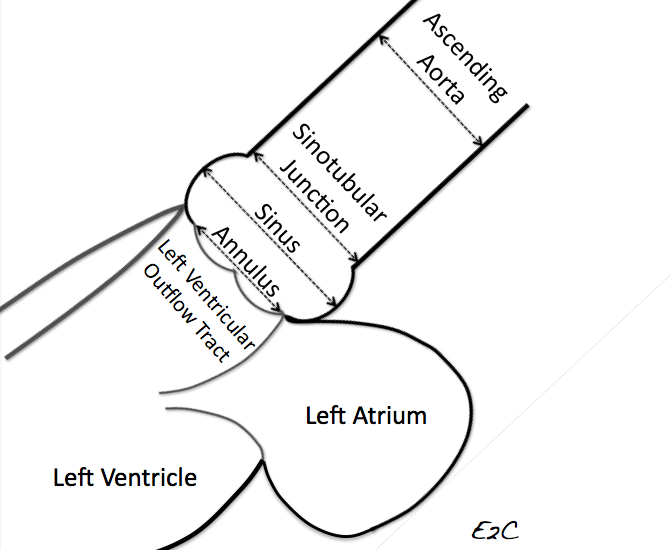
La aorta ascendente